# Pheasant Rump Nakota
Pheasant Rump Nakota är ett reservat i Kanada.   Det ligger i provinsen Saskatchewan, i den sydöstra delen av landet, 2 000 km väster om huvudstaden Ottawa.
Omgivningarna runt Pheasant Rump Nakota är en mosaik av jordbruksmark och naturlig växtlighet. Runt Pheasant Rump Nakota är det mycket glesbefolkat, med 4 invånare per kvadratkilometer.